# Claude Mutafian
Pour les articles homonymes, voir Mutafian.
Claude Mutafian, né le 21 juillet 1942 à Clamart, est un mathématicien et historien français spécialisé dans l'histoire arménienne. 
Enseignant-chercheur en mathématiques (maître de conférences), il enseigne à l'université Paris-XIII et en histoire à l'université Paris-1 Panthéon-Sorbonne

## Biographie
Il est le fils du peintre Zareh Mutafian.

### Le mathématicien
Ses traités d'algèbre se veulent accessibles à des étudiants de premier cycle, voire à un bon élève de terminale. Pour cela, Claude Mutafian écarte le style courant reposant sur l'énoncé des grands théorèmes et préfère traiter quelques exemples par différentes méthodes, pour faire apparaître les définitions. Pour l'algèbre linéaire, il repousse le plus longtemps possible le recours aux matrices et aux déterminants. Comme il l'écrit lui-même, « ...faire les calculs in extenso n'est pas se salir les mains. Bien que le calcul explicite (...) des racines d'une équation soit en général hors de portée, il y a bien des cas (...) où il peut être mené à bien sans trop de difficultés. Et alors un tel calcul est plus instructif que des pages de théorie. »
Il dédie son livre Le défi algébrique, t.1, à Hector Berlioz, Giuseppe Verdi, Lucchino Visconti, et Richard Wagner.

### L’historien et le militant de la cause arménienne
En Arménie dès le lendemain du séisme du 7 décembre 1988, Claude Mutafian y a été le responsable de SOS-Arménie-Croix Bleue des Arméniens de France de la mi-décembre 1988 à la mi-février 1989 (période d'urgence).

## Publications

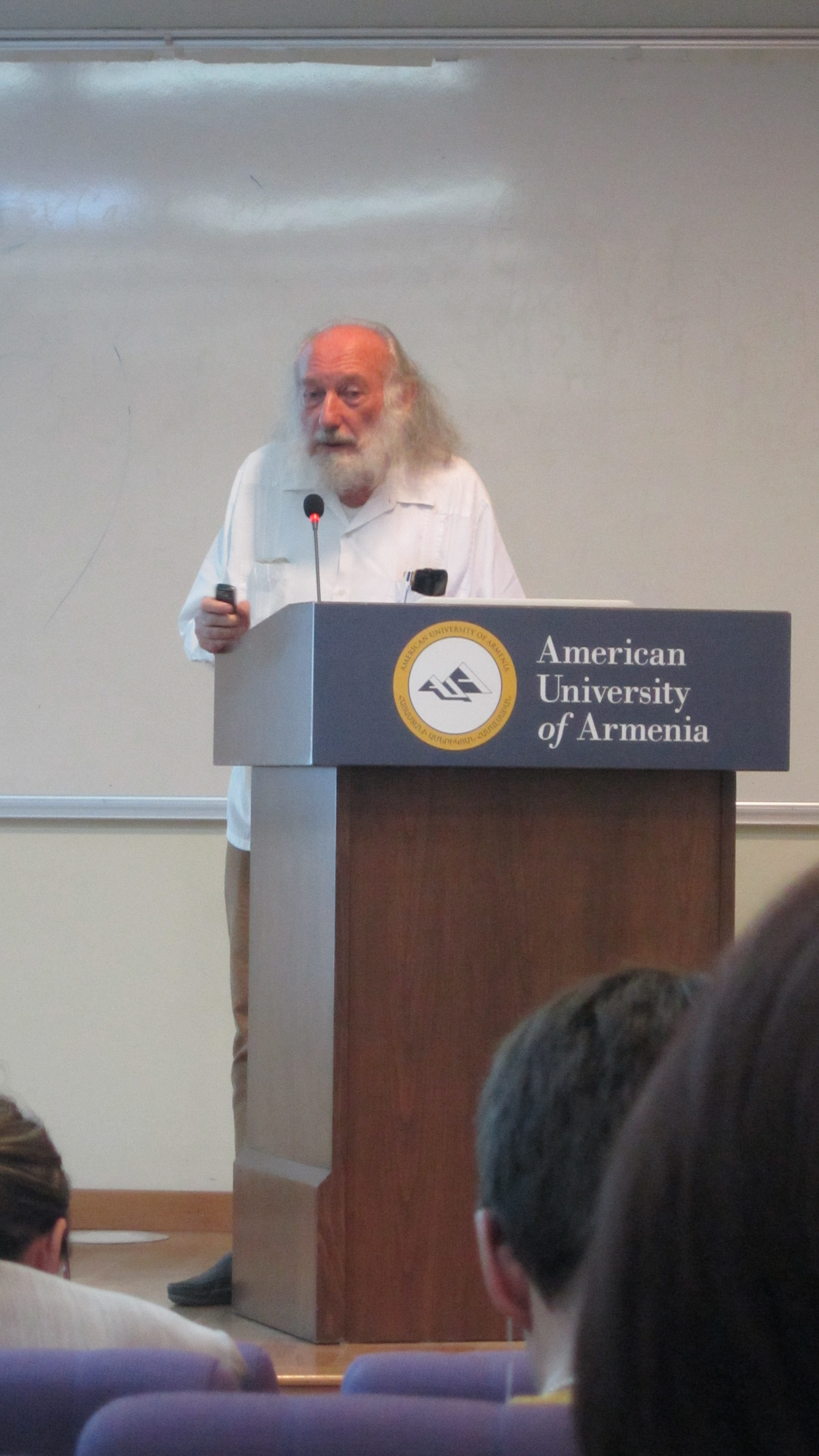
Claude Mutafian

Liste non-exhaustive. Les ouvrages sont présentés du plus ancien au plus récent.
- Claude Mutafian, Algebra multilineal, productos tensoriales y exteriores, La Havane, Edicion revolucionaria, Instituto cubano del libro, fév. 1974, 392 p. chez Edicion revolucionaria, Instituto cubano del libro (La Havane, Cuba).
- Claude Mutafian, Le défi algébrique, t. 1, Paris, Vuibert, 1975, 374 p. (ISBN 2-7117-2141-8).
- Claude Mutafian, Le défi algébrique, t. 2, Paris, Vuibert, 1976, 345 p. (ISBN 2-7117-2142-6).
- Claude Mutafian, La structure vectorielle, Vuibert, Paris, 1979  (ISBN 978-2711721559).
- Claude Mutafian, Les applications linéaires, Vuibert, Paris, 1979  (ISBN 978-2711721566).
- Claude Mutafian, Équations algébriques et théorie de Galois, Vuibert, Paris, 1980  (ISBN 978-2711721672).
- Claude Mutafian, Gwyneth Jones, Trésors de l'Opéra, Paris, 1980 (OCLC 317668978).
- Claude Mutafian, La Cilicie au carrefour des empires, Paris, Les Belles Lettres, coll. « Les Belles Lettres Histoire », 1988, 2 volumes éd., 436 p. (ISBN 978-2251326306)
- Patrick Donabédian et Claude Mutafian, Le Karabagh : une terre arménienne en Azerbaïdjan, Groupement pour les Droits des Minorités, Paris, 1989  (ISBN 978-2906589100).
- Claude Mutafian, Zareh Mutafian : 1907-1980, Ader, Paris, 1990 (OCLC 582786698).
- Patrick Donabédian et Claude Mutafian, Artsakh : histoire du Karabagh, Sevig Press, Paris, 1991  (ISBN 978-2909002002).
- Claude Mutafian, Catherine Otten-Froux et al., Le royaume arménien de Cilicie : XIIe – XIVe siècle, CNRS, Paris, 1993  (ISBN 978-2271051059).
- (en) Levon Chorbajian, Patrick Donabédian et Claude Mutafian, The Caucasian knot : the history & geopolitics of Nagorno-Karabagh, Zed Books, 1994  (ISBN 978-1856492881).
- Claude Mutafian, Un aperçu sur le génocide des Arméniens, Sevig Press, Paris, 1995  (ISBN 978-2909002033).
- Claude Mutafian (dir.), Roma-Armenia (catalogue de l'exposition), De Luca, Rome, 1999  (ISBN 978-8880163015).
- Claude Mutafian (sous la dir. de Michel Balard), Recherches sur l'Arménie cilicienne : La diplomatie arménienne au Levant à l'époque des Croisades (XIIe – XIVe siècle), thèse de doctorat : histoire, Paris 1, 2002 (OCLC 490915871).
- Claude Mutafian et Éric Van Lauwe, Atlas historique de l'Arménie, Autrement, coll. « Atlas / Mémoires », 2005  (ISBN 978-2746701007).
- Claude Mutafian, Le génocide des Arméniens : 90 ans après : 1915-2005, Conseil de coordination des organisations arméniennes de France, Lyon, 2005 (OCLC 123483189).
- Antoine Agoudjian, Claude Mutafian, Raymond H. Kévorkian, Les yeux brûlants — Mémoire des Arméniens, Actes Sud, Arles, 2006  (ISBN 978-2742761333).
- Vincent Doom et Claude Mutafian (dir.), Portrait d'Arménie : par un abbé normand, Gabriel Bretocq, 1918-1922 : de la Cilicie à la principauté d'Antioche (catalogue de l'exposition), Somogy édition d'art, Paris, 2007  (ISBN 978-2757201138).
- Claude Mutafian (dir.), Arménie, la magie de l'écrit, Somogy, Paris, 2007  (ISBN 978-2-7572-0057-5).
- Patrick Donabédian et Claude Mutafian (dir.), Les douze capitales d'Arménie, Somogy éditions d'art, Paris, 2010  (ISBN 978-2-7572-0343-9).
- Claude Mutafian, L'Arménie du Levant (XIe- XIVe siècle), coffret en 2 volumes, Paris, Les Belles lettres, 2012  (ISBN 978-2-251-44425-3), Prix Hercule Catenacci de l'Académie des inscriptions et belles-lettres en 2013
- Claude Mutafian, La Saga des Arméniens de l'Ararat aux Carpates, Paris, Les Belles Lettres, 2018 (ISBN 978-2-251-44788-9).
- Claude Mutafian, Jérusalem et les Arméniens : jusqu'à la conquête ottomane (1516), Paris, Les Belles Lettres, septembre 2022  (ISBN 978-2-251-45296-8)
- Isabelle Augé, Marie-Anna Chevalier, Claude Mutafian, Isabelle Ortega (éd.), L'Arménie et les Arméniens, entre Byzance et le Levant : mélanges offerts à Gérard Dédéyan, Montpellier, Presses universitaires de la Méditerranée, 2023 (ISBN 978-2-36781-469-8).